# 111570 Ágasvár
A 111570 Ágasvár egy, a fő kisbolygóöv külső szélén keringő kisbolygó, melyet Sárneczky Krisztián és Heiner Zsuzsanna fedezett fel 2002. január 11-én, miközben egy különleges pályán mozgó égitestet, a 2000 LS14-et igyekeztek észlelni. A kisbolygót korábbi, 2000-ben készült archív felvételeken is sikerült azonosítani. Végleges sorszámát és nevét 2005 őszén kapta meg.
A kisbolygó a Mátrában található Ágasvári turistaházról, a magyar amatőrcsillagászat egyik ismert és kedvelt észlelőhelyéről kapta a nevét.

## Külső hivatkozások
- Újabb magyar kisbolygók - hirek.csillagaszat.hu
- A 111570 Ágasvár kisbolygó adatai.